# Каменищі (селище залізничного роз'їзду, Нижньогородська область)
Рзд Каменищі (рос. Каменищи) — селище залізничного роз'їзду в Бутурлинському районі Нижньогородської області Російської Федерації.
Населення становить 12 осіб. Входить до складу муніципального утворення Уваровська сільрада.

## Історія
Від 2009 року входить до складу муніципального утворення Уваровська сільрада.

## Населення
| 2002 | 2010 |
| ---- | ---- |
| 15   | ↘12  |